# Calymmaria emertoni
Calymmaria emertoni is een spinnensoort uit de familie van de waterspinnen (Cybaeidae).
De wetenschappelijke naam van de soort werd in 1897 als Tegenaria emertoni gepubliceerd door Eugène Simon.